# 키무라 마사야
키무라 마사야(木村柾哉,1997년10월10일 - )는 일본 의 아이돌 . 남성 아이돌 그룹 INI의 멤버이며 리더. 아이치현 출신. LAPONE 엔터테인먼트 소속
2015년 「전국 고등학교 댄스 드릴 선수권 대회 2015」의 Mr.SOLO 부문에서 준우승 고등학교 졸업 후, 일본 공학원 전문 학교 뮤직 칼리지 댄스 퍼포먼스과에서 2년간 댄스를 배운다  세븐틴야 미야카와군 과 같은 유명 아티스트의 백댄서 ·masaya로서 활동하고 있었다